# Concierto para oboe (Mozart)
El Concierto para oboe y orquesta en do mayor, K.314/271k  es un concierto escrito por Wolfgang Amadeus Mozart. Originalmente fue compuesto en la primavera o verano del año 1777 para el oboísta Giuseppe Ferlendis (1755–1802) de Bérgamo; posteriormente fue arreglada por el propio Mozart y convertida en el Concierto para flauta n.º 2 en re mayor, en 1778.
El concierto es una pieza muy elaborada, tratándose de uno de los más importantes y más reconocidos conciertos para oboe jamás escrito, es tanto que es el concierto que siempre se interpreta a la hora de audiciones o concursos de un nivel semi-profesional y/o profesional. 

## Historia
Para empezar, durante los años 1770, Mozart estuvo en Salzburgo, Austria y su interés por los instrumentos de vientos-madera y vientos-metales creció. Cabe destacar que anteriormente ya había escrito Divertimentos para oboes, clarinetes, fagotes, trompas y varias obras solistas para estos instrumentos. A pesar de esto, no fue hasta esta época que Mozart escribió el Concierto para fagot en si bemol mayor, en el año 1774, que realizaría seguidamente el Concierto para oboe en do mayor.
Es importante destacar que en la primavera o el verano de 1777, Mozart escribió un Concierto para oboe, con dedicatoria  para el oboísta principal de la capilla del arzobispo de Salzburgo, Giuseppe Ferlendis (1775, Bergamo – 1810, Lisboa), aún se desconoce si Ferlendis solicitó a Mozart la composición. El 22 de septiembre de 1777, Mozart de 21 años, acompañado de su madre, puso un pie en un viaje a Augsburgo, Mannheim y París. Viaje que realizó en busca del anhelado puesto en la corte que le fue esquivo durante toda su vida. Según la práctica familiar, Wolfgang y Anna María, su madre, intercambiaron muchas cartas con su padre y esposo Leopold Mozart, al parecer el manuscrito original se perdió pero en 1920 fueron halladas en el Mozarteum de Salzburgo las partes de un concierto para oboe, idénticas a las del Concierto para flauta n.° 2 en re mayor, K. 314/285d. Gracias a ellos, los musicólogos pudieron concluir que el concierto en Do mayor estuvo perdido durante un siglo y medio y viajaba con Mozart en su versión autografiada.

Existe una carta escrita por Mozart para su padre desde Mannheim el 4 de noviembre de 1777, donde cuenta algunos detalles sobre su concierto y sobre el oboísta Guiseppe Ferlendis.
"... Y el oboísta, cuyo nombre he olvidado, pero que toca remarcablemente bien, y tiene un sonido agradable y delicado. Le regalé el concierto para oboe; se está copiando en la habitación de Cannabich. El hombre es salvaje con deleite. Hoy he tocado para él el concierto en casa de los Cannabich, y a pesar de que se sabía que era mío, gustó mucho. Nadie dice que no está bien compuesto aquí, puesto que la gente no entiende de estas cosas."
En Mannheim, Mozart aprovechó de obsequiar el mismo concierto a Friedrich Ramm, oboísta principal de la famosa corte, esto lo describe en una carta que le envía a su padre:
"El Sr. Ramm ha tocado (por un cambio) mi concierto para Oboe para Ferlendis por quinta vez. Ha conmovido a todo el mundo y ahora es su caballo de batalla."
Ram quedó muy encantado con el concierto, en palabras de Wolfgang, ahora este era su "caballito de batalla". En pocas semanas lo interpretó cinco veces y llegó a oídos del flautista aficionado Ferdinand De Jean, un joven aficionado holandés que, tras conocer al autor, encargó a Mozart la creación de nada menos que tres cuartetos y tres conciertos para flauta.
Wolfgang Amadeus inició esta tarea, pero como "no siempre está uno con buen ánimo para componer"  sólo completó tres cuartetos (K.285, K.285a y K.285b) y dos conciertos para flauta (K.313 y K.314), el segundo complementa la transposición del Concierto para oboe y, al ser un arreglo no una composición original, De Jean lo rechazó. Sólo recibió 96 florines de los 200 que le había prometido De Jean a Mozart. Era común arreglar otro instrumento para conciertos propios y ajenos en ese momento pero los flautistas aficionados no estaban satisfechos del todo con estos arreglos.
Retomando a Ramm, era tanta la admiración que tenía Mozart por Ramm que al año siguiente compuso la Sinfonía concertante para oboe, clarinete, trompa y fagot K. 297b para él y varios de sus colegas. En 1781 Mozart escribió el Cuarteto con oboe en fa mayor K. 370 para Ramm, mientras el compositor se quedaba en Munich para terminar su ópera Idomeneo, rey de Creta.

### Descubrimiento del Concierto en Salzburgo
Durante todo el siglo XIX y principios del XX sólo se conoció la versión para flauta (Concierto No 2 en Re mayor, K 314), aunque siempre se entendió que se trataba de una transposición, una recreación en formato "alternativo" de un original perdido. Fue en el año 1920 que en Salzburgo, Bernhard Paumgartner descubrió unas partes orquestales antiguas y una parte para oboe solo en Do mayor, cerrando así el ciclo vital del único concierto para oboe que escribió Mozart, hoy el más conocido y demandado del repertorio para el instrumento, por su exquisita gracia y elegancia.

La tonalidad de Do Mayor es cómoda para el oboísta, por otro lado Re Mayor, le garantiza al flautista, además de comodidad, virtuosismo, cosa que añadió con pasajes específicos. Mozart escogía las tonalidades de sus obras musicales con relación a la teoría de los afectos. Cuthbert Girdlestone, comenta sobre esto en “Mozart and His Piano Concertos”: 
"La tonalidad de Re mayor, usada en muchas ocasiones por Mozart, es la tonalidad favorita para oberturas y piezas ocasionales en la música galante. Su majestuosidad no tiene la rigidez marcial de una composición en Do mayor, capaz de alcanzar la expresión del heroísmo y que fácilmente pasa por alto el virtuosismo.”
Cuthbert Girdlestone, Mozart and His Piano Concertos 1964

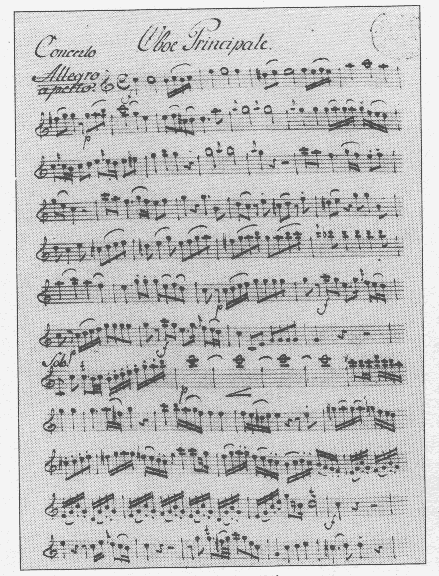
Principio de la particella del oboe,
en una edición de 1930.

#### Cuthbert Girdlestone
Cuthbert Morton Girdlestone (17 de septiembre de 1895, en Bovey Tracey, Devon-diciembre de 1975) fue un musicólogo británico y experto literario. Se educó en la Universidad de Cambridge y en la Sorbona, y allí ocupó la plaza de profesor de francés en Armstrong College, después de estar en King's College en Newcastle en 1926, cargo que ocupó hasta 1960.
Sus más célebres publicaciones han sido reeditadas en infinidad de ocasiones, entre ellas es especialmente conocido su estudio sobre los Conciertos para piano de Mozart (1939, publicado originalmente en francés) y sobre la vida y obra de Jean-Philippe Rameau (1957). Además de ser el responsable del descubrimiento de los manuscritos originales del Concierto para oboe y orquesta en do mayor.

## Instrumentación
La instrumentación de esta obra es la siguiente:
- Oboe solista
- 2 Oboes
- 2 Trompas en fa
- Violines I
- Violines II
- Violas
- Violonchelos
- Contrabajos

## Estructura
Consta de tres movimientos:
- I. Allegro aperto:

No se admite la reproducción de audio en este navegador. Se puede descargar el archivo de audio.
- II. Adagio non troppo.

No se admite la reproducción de audio en este navegador. Se puede descargar el archivo de audio.
- III. Rondó: Allegretto.

No se admite la reproducción de audio en este navegador. Se puede descargar el archivo de audio.
Tiene una duración en promedio de 20 minutos

## Análisis
Durante muchos años se sabía que Mozart había escrito un concierto para oboe para Giuseppe Ferlendis, puesto que en varias cartas Mozart había hablado a su padre de dicho concierto, pero nadie sabía cuál era su partitura original. La última carta, y en la que deja más evidencia del concierto, era una carta escrita el 15 de febrero de 1783, en la que pedía a su padre que le mandase a Viena el concierto para oboe, puesto que lo necesitaba para el oboísta de origen alemán Anton Mayer:
"Mándame también el pequeño libro donde está el Concierto para Oboe para Ramm, o mejor, para Ferlendis."
Wolfgang Amadeus Mozart, 15 de Febrero de 1783
Aunque se encontraron tres posibles conciertos que podían ser el famoso concierto que Ramm había convertido en su "caballo de batalla". A continuación, se explicaran tres puntos:
1. Concierto en Fa Mayor para Oboe y Orquesta (K. 293): El primero de ellos era el Concierto en Fa Mayor, pero inmediatamente fue descartado ya que no estaba terminado y no estaba escrito en ningún sitio que pudiese ser descrito como "pequeño libro". Además, la partitura incluye parte para clarinete, instrumento que no formaba parte de la corte del arzobispo de Salzburgo.
2. Conciertos escritos por Michael Haydn: El segundo de ellos era un concierto encontrado por el musicólogo Georges de Saint-Foix en el Conservatorio Giuseppe Verdi (Milán), en un volumen que contenía dos conciertos; uno de ellos, un concierto para corno inglés de Michael Haydn y el otro, un concierto para oboe que Saint-Foix pensó que había escrito Mozart y Michael Haydn para Ferlendis. A pesar de esto, el musicólogo Alfred Einstein enseguida negó que ese concierto fuera de Mozart, puesto que las melodías no eran de su estilo, la forma parecía más antigua y la instrumentación del viento y los acompañamientos de cuerda tampoco se ajustaban a la que Mozart hubiera utilizado. Además, Einstein sitúa el origen de ese concierto al siglo XIX.
3. Concierto para flauta en re mayor, (K.314/258d): El tercer y último concierto que se puede atribuir al Concierto para oboe de Ferlendis es el Concierto para flauta en re mayor, K.314/258d.[10] Este concierto es parte de un encargo de Ferdinand De Jean, quien el diciembre de 1777 encargó a Mozart tres conciertos y un par de cuartetos con flauta por 200 florines. Mozart acabó el primer cuarteto (Cuarteto con flauta en re mayor, K.285) el 25 de diciembre del mismo año. Posiblemente acabó dos cuartetos más (Cuarteto con flauta en sol mayor K.285a y Cuarteto con flauta en do mayor K.285b), de los cuales no se ha conservado el manuscrito, y un concierto (Concierto para flauta en sol mayor K.313). El 15 de febrero de 1778, Wendling marchó a París y Mozart no había terminado todo el encargo. Solo había compuesto los cuartetos y dos conciertos, además, el segundo concierto de flauta se trataba de un arreglo del Concierto para oboe de Ferlendis, y Wendling no lo aceptó puesto que no era una composición original, por lo que solo le pagó 96 florines.[14]

Las evidencias que Einstein y otros musicólogos dan para demostrar que el Concierto para oboe es el original y el de flauta un arreglo se encuentran en las cartas de Mozart a su padre, en unos manuscritos del Concierto para flauta donde la parte solista está escrita para oboe, en las partituras de los violines que no bajan del La2 en la versión de flauta en re mayor, en las partituras de la flauta que no supera el mi5 mientras en la mayoría de obras de Mozart llega hasta el sol5...
Por último, se llegó a la conclusión de que el concierto que Mozart había escrito para Ferlendis era el Concierto para oboe en do mayor K.314/271k. Posteriormente, Mozart regaló el concierto a Ramm, debido a la gran admiración del compositor por el intérprete. Y, finalmente, después de las presiones ejercidas por su padre para que acabara el encargo de Jean Wendling, quien le pagaba 200 florines, Mozart decidió transportar el concierto un tono arriba, hacer algún arreglo para que fuera más flautístico y entregarlo como Concierto para flauta en re mayor K.314/285d.